# Loewia foeda
Loewia foeda är en tvåvingeart som först beskrevs av Johann Wilhelm Meigen 1824.  Loewia foeda ingår i släktet Loewia och familjen parasitflugor. Arten är reproducerande i Sverige. Inga underarter finns listade i Catalogue of Life.